# IJssellaan
IJssellaan is een buurtschap behorende tot de gemeente Krimpenerwaard in de Nederlandse provincie Zuid-Holland. Het bevindt zich aan de linkeroever van de Hollandsche IJssel tussen Ouderkerk aan den IJssel en Gouderak.

## Geschiedenis
Tot en met 31 december 2014 was IJssellaan onderdeel van de gemeente Ouderkerk. Op 1 januari 2015 ging de plaats samen met de gemeente op in de fusiegemeente Krimpenerwaard.
Hoofdplaats: Stolwijk    
Steden: Haastrecht · Schoonhoven

Dorpen: Ammerstol · Bergambacht · Berkenwoude · Gouderak · Krimpen aan de Lek · Lekkerkerk · Ouderkerk aan den IJssel · Vlist · Willige Langerak

Buurtschappen: Achterbroek · 't Beijersche · Beneden-Haastrecht · Benedenheul · Benedenberg · Benedenkerk · Bilwijk · Bonrepas · Bergstoep · Bovenberg · Boven-Haastrecht · Bovenstad/Steenplaats · Goudseweg · De Hem · Hoogedijk · IJssellaan · Kadijk · Koolwijk · Lageweg · Opperduit · Oudeland · Rozendaal · Schoonouwen · Schuwacht · Stein · Tussenlanen · 't Zwaantje · Zuidbroek

Zuid-Holland: Steden en dorpen    Nederland: Provincies · Gemeenten